# František Jakubec
František Jakubec (Český Brod, 12 de abril de 1956 - 27 de maio de 2016) foi um futebolista profissional checoslovaco que atuava como defensor.

## Carreira
František Jakubec fez parte do elenco da Seleção Checoslovaca de Futebol, da Copa de 1982.